# Šíd
Šíd, do roku 1927 Šid ( maďarsky Síd, Sid nebo Gömörsid) je obec v okrese Lučenec na Slovensku, v severní části Cerové vrchoviny. Leží na železniční trati Zvolen–Košice.

## Historie
Na území obce se nachází hradiště z mladší doby kamenné; odkryto zde bylo i sídliště a pohřebiště z doby bronzové a středověku. První písemná zmínka o obci (Seed) je z roku 1365.V důsledku válek v 17. a 18. století se počet obyvatel obce snížil. V roce 1828 zde bylo 51 domů a 461 obyvatel zaměstnaných v zemědělství a vinařství. Do roku 1918 byla obec součástí Uherska. V letech 1938 až 1944 byla kvůli první vídeňské arbitráži součástí Maďarska. Při sčítání lidu v roce 2011 zde žilo 1227 obyvatel, z toho 1025 Maďarů, 114 Slováků, 24 Romů a Čech. 63 obyvatel nepodalo žádné informace.

## Pamětihodnosti
- Římskokatolický kostel Jména Panny Marie – jednolodní historizující stavba z let 1896-1897, se segmentově ukončeným presbytářem a věží tvořící součást její hmoty.[3]
- Kúrie z roku 1880 v klasicistním stylu, dnes sídlo obecního úřadu.